# Hosamane, Belur
Hosamane là một làng thuộc tehsil Belur, huyện Hassan, bang Karnataka, Ấn Độ.